# Constantin Lascaris
Constantin Lascaris (n. 1170, Constantinopol, Imperiul Roman de Răsărit – d. 19 martie 1205, İznik, Imperiul de la Niceea) a fost un împărat bizantin.
Alegerea  lui Constantin Lascaris la tronul Imperiului moribund este o chestiune destul de controversată. Este greu să se clarifice măcar dacă a avut loc o încoronare oficială a lui Constantin XI sau, în capitala care se apăra, pur și simplu, nu s-a găsit timp pentru aceasta. Potrivit unor cercetări, încoronarea a avut totuși loc, și Constantin, care reușise să fugă în Orient înaintea despotului Theodor, eliberat ceva mai târziu din captivitatea latină (ce-i drept, Geoffroy de Villehardouin scrie că tocmai Constantin este cel care a căzut prizonier la latini), acționa acolo ca împărat legitim. Însă, neizbutind să-și atragă simpatia populației grecești din Asia Mică și să găsească un limbaj comun cu fratele său, Constantin XI și-a pierdut repede autoritatea. În, primăvara anului 1205, împăratul, care, aliindu-se cu Theodor Mangaphas, pornise împotriva oștirilor lui Henric de Flandra, a suferit o înfrângere din partea latinilor și s-a adăpostit la Philadelphia. Peste un timp oarecare, orașul s-a predat lui Theodor I Laskaris și, după cât se pare, Constantin XI a abdicat, atunci, în favoarea fratelui său mai înzestrat. În 1211 sau 1212 Constantin Laskaris a căzut în timpul apărării cetății Lentianon.